# Starý čekanický rybník
Starý Čekanický rybník o rozloze 7,07 ha se nalézá asi 1 km západně od obce Čekanice v okrese Strakonice. Rybník je využíván pro chov ryb a má protáhlý tvar od západu na východ. Přítoky má ze dvou navazujících rybníků, od severu z Nového rybníka a od východu z Mokrého rybníka, vodu do nich sbírají strouhy z okolních polí. Na jihovýchodní straně je sypaná hráz, pod kterou je další rybník Ovčín na Bílém potoce, jehož další dva největší přítoky jsou další soustavy menších rybníků na východní straně Čekanice, voda z něj odtéká potokem dál na jihovýchod a přes soustavu rybníků se postupně vlévá do Otavy.

## Galerie

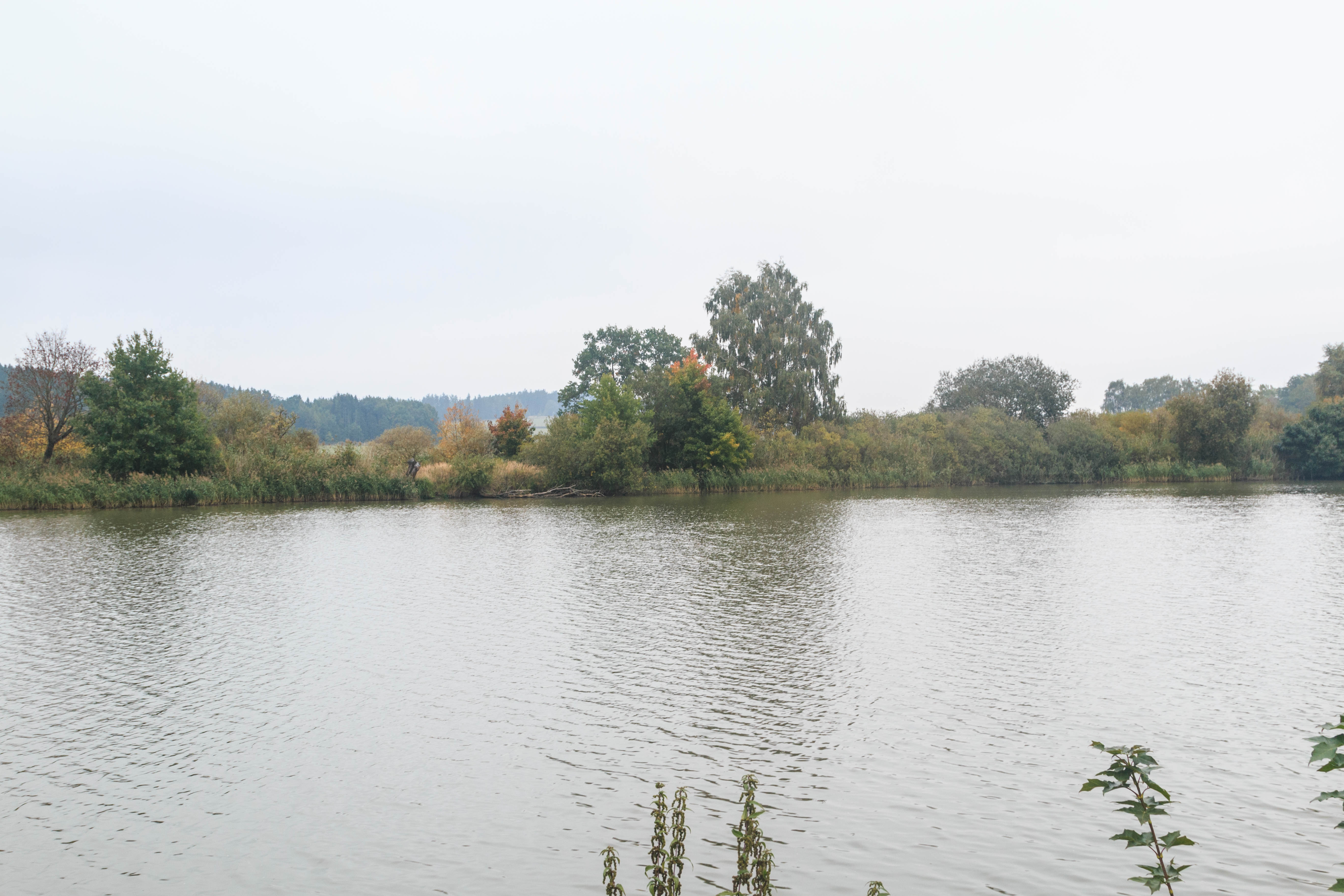
Starý Čekanický rybník